# Cục Bưu điện Trung ương (Việt Nam)
Cục Bưu điện Trung ương (viết tắt là CPT) là đơn vị thông tin liên lạc đặc biệt trực thuộc Bộ Khoa học và Công nghệ, thực hiện chức năng tham mưu, giúp Bộ trưởng thực hiện nhiệm vụ quản lý nhà nước và tổ chức thực thi pháp luật về đảm bảo thông tin liên lạc cho lãnh đạo Đảng, Nhà nước đến các đầu mối trực thuộc quan trọng trong công tác chỉ đạo, điều hành cơ mật, khẩn cấp; phục vụ thông tin liên lạc các cơ quan Đảng, Nhà nước và cơ quan, tổ chức có liên quan.
Cục Bưu điện Trung ương thành lập ngày 17/6/1965, theo Quyết định số 101/CP ngày 17/6/1965 của Hội đồng Bộ trưởng.
Chức năng, nhiệm vụ, quyền hạn và cơ cấu tổ chức của Cục Bưu điện Trung ương được quy định tại Quyết định số 162/QĐ-BKHCN ngày 3/3/2025 của Bộ trưởng Bộ Khoa học và Công nghệ.

## Nhiệm vụ và quyền hạn
Theo Điều 2, Quyết định số 162/QĐ-BKHCN ngày 3/3/2025 của Bộ trưởng Bộ Khoa học và Công nghệ, Cục Bưu điện Trung ương có các nhiệm vụ, quyền hạn chính:
- Chủ trì xây dựng, lấy ý kiến thẩm định chuyên môn của các cơ quan quản lý chuyên ngành và trình Bộ trưởng ban hành hoặc để Bộ trưởng trình cấp có thẩm quyền ban hành văn bản quy phạm pháp luật về tổ chức, hoạt động, chất lượng dịch vụ và giá cước của mạng bưu chính, mạng viễn thông dùng riêng và các hệ thống thông tin đặc biệt khác phục vụ các cơ quan Đảng, Nhà nước.
- Chủ trì, phối hợp với các doanh nghiệp bưu chính, viễn thông được chỉ định đảm bảo kết nối, an toàn và an ninh trong cung cấp các dịch vụ thông tin liên lạc cho các cơ quan Đảng, Nhà nước.
- Đầu tư, xây dựng, quản lý, vận hành, khai thác mạng thông tin dùng riêng phục vụ cơ quan Đảng, Nhà nước; Trực tiếp phục vụ, đảm bảo thông tin liên lạc cho lãnh đạo Đảng, Nhà nước đến các đầu mối trực thuộc quan trọng trong công tác chỉ đạo, điều hành cơ mật và trong các trường hợp khẩn cấp.
- Trên cơ sở chỉ đạo của Bộ trưởng, phối hợp với Bộ Công an, Ban Cơ yếu Chính phủ và các cơ quan liên quan trong công tác đảm bảo an toàn, an ninh thông tin theo quy định của pháp luật.
- Phối hợp quản lý, khai thác hạ tầng kỹ thuật công nghệ thông tin quan trọng của quốc gia, hạ tầng thông tin phục vụ Chính phủ điện tử Việt Nam theo phân công của Bộ trưởng.
- Trên cơ sở quyết định của Bộ trưởng, trực tiếp triển khai việc huy động hạ tầng và dịch vụ của các doanh nghiệp bưu chính, viễn thông, công nghệ thông tin trong các trường hợp khẩn cấp theo quy định của pháp luật để bảo đảm thông tin liên lạc phục vụ chỉ đạo, điều hành của Lãnh đạo Đảng, Nhà nước đến các đầu mối trực thuộc quan trọng.
- Làm đầu mối cung cấp, lắp đặt thiết bị đầu cuối; cung cấp dịch vụ bưu chính, viễn thông, công nghệ thông tin cho Văn phòng Trung ương, Văn phòng Chủ tịch nước, Văn phòng Chính phủ, Văn phòng Quốc hội và các cơ quan trung ương quan trọng khác theo nhiệm vụ được phân công.
- Tham gia triển khai các phương án phục vụ thông tin liên lạc cho các sự kiện lớn của Đảng, Nhà nước.
- Triển khai các hoạt động tư vấn, thiết kế, xây lắp; chủ trì triển khai các đề án, dự án tích hợp các hệ thống bưu chính, viễn thông, công nghệ thông tin cho các cơ quan Đảng, Nhà nước.
- Thực hiện các nhiệm vụ khác được Bộ trưởng giao.

## Lãnh đạo Cục[3]
- Cục trưởng: Trần Duy Ninh[4]
- Phó Cục trưởng:

1. Bùi Quang Minh[5]
2. Đỗ Trí Dũng

## Cơ cấu tổ chức
(Theo Khoản 2, Điều 3, Quyết định số 162/QĐ-BKHCN ngày 3/3/2025 của Bộ trưởng Bộ Khoa học và Công nghệ)

### Các phòng chức năng
- Văn phòng Cục
- Phòng Tài chính - Kế toán
- Phòng Kế hoạch - Đầu tư
- Phòng Dữ liệu và Chuyển đổi số
- Phòng An toàn thông tin - Cơ yếu
- Phòng Chính sách
- Phòng Điều hành mạng

### Các đơn vị trực thuộc
- Bưu điện CP16 tại thành phố Hà Nội
- Bưu điện T78 tại thành phố Hồ Chí Minh
- Bưu điện T26 tại thành phố Đà Nẵng

### Đơn vị sự nghiệp
- Trung tâm Tư vấn, thiết kế và Tích hợp hệ thống